# Ріхард Гессенський
Принц Ріхард Вільгельм Леопольд Гессенський (нім. Richard Wilhelm Leopold Prinz von Hessen; 14 травня 1901, Франкфурт-на-Майні — 11 лютого 1969, Франкфурт-на-Майні) — німецький офіцер і політик, обергрупенфюрер НСКК і оберлейтенант вермахту.

## Біографія
П'ятий син принца Фрідріха Карла Гессенського і його дружини Маргарити, уродженої принцеси Прусської. Брат-близнюк принца Крістофа Гессенського. По матері — племінник імператора Вільгельма II і правнук англійської королеви Вікторії.
Після Першої світової війни спілкувався з Франком Бухманом в замку Фрідріхсгоф. 1 серпня 1932 року вступив у НСДАП (квиток №1 203 662). В 1935/39 роках — керівник групи НСКК «Гессен». 29 березня 1936 року балотувався в рейхстаг, проте не був обраний. В 1938 році знову безуспішно взяв участь у виборах. З серпня 1939 по січень 1943 року служив в інженерних частинах вермахту, з 1945/45 році — знову в НСКК. В 1945/48 роках перебував у полоні. Після звільнення очолив Земельну дорожну службу Гессену, потім — всю Німецьку дорожну службу.
Принц Ріхард ніколи не був одружений і не мав дітей.